# Heatherley School of Fine Art
The Heatherley School of Fine Art är en konstskola i London som grundades 1845. Utbildningen vid skolan fokuserar på porträttmålning, figurativt måleri och skulptur. En lång rad välkända konstnärer har studerat vid skolan, bland annat Dante Gabriel Rossetti, John Everett Millais och Edward Burne-Jones.